# Matematisk metode
Matematisk metode er et område i matematikken hvor man studerer beviser, og det at udforme et bevis på egen hånd. Således kommer man eksempelvis gennem induktions- og modstridsbeviser.